# Paul Mac
Paul Mac, pseudonimo di Paul Francis McDermott (Sydney, 17 settembre 1965), è un cantautore, musicista e produttore discografico australiano. Componente di vari gruppi nel corso della sua carriera, McDermott ha inoltre realizzato 4 album da solista, vincendo grazie al suo lavoro solista un ARIA Music Award e un APRA Music Award. Come produttore ha lavorato con artisti come George Micheal, Kylie Minogue, Sia, Natalie Imbruglia e Silverchair.

## Biografia

### Partecipazioni a gruppi
Vicino alla musica fin da adolescente, ha iniziato la sua carriera da musicista suonando l'organo durante funzioni religiose. Dopo aver conseguito una laurea in conservatorio con formazione classica, nel 1986 McDermott forma insieme ad altri musicisti il gruppo musicale Smash Mac Mac. L'anno successivo il gruppo pubblica Chapter One: Light on the Silo, l'unico album in studio da loro edito prima dello scioglimento. Prende parte successivamente a un altro gruppo, The Lab, che si scioglie tuttavia nei primi anni 90' dopo aver partorito due EP e alcuni singoli. Nel 1997 i due EP del gruppo saranno comunque riuniti in un album intitolato Labyrint.
Nel 1991 forma il duo musicale Itch-E and Scratch-E insieme al musicista Andy Rantzen. Il gruppo pubblica l'album Itch-E Kitch-E Koo nel 1993: uno dei singoli estratti dal progetto, Sweetness and Light, vince il premio di miglior pubblicazione dance. Durante la premiazione, Mac pronuncia un discorso destinato a destare forti polemiche a causa di un riferimento alla droga MDMA. A differenza dei gruppi precedenti, il duo è rimasto in attività per un lungo periodo di tempo, pubblicando 6 album e vari singoli tra il 1991 e 2010.
Nel 2003 è co-fondatore del gruppo The Dissociatives, con cui pubblica un album eponimo nel 2004: l'album raggiunge la posizione 12 nella classifica australiana e viene certificato oro. Negli anni successivi, seppur senza mai entrare a far parte ufficialmente del gruppo, Mac lavora come turnista con i Silverchair. Nel 2006 forma il duo di produzione musicale Stereogamous, che produce musica per artisti come LCD Soundsystem, Sia e Kylie Minogue.

### Carriera solista
A partire dal 1994 inizia a lavorare anche da solista, producendo musica e remix per artisti come Natalie Imbruglia, Silverchair e Tina Arena. Nel 1998 pubblica l'EP Paul Mac Presents Snapshots. Nel 2001 pubblica il suo primo album da solista, 3000 Feet High, che raggiunge la posizione 30 nella classifica album australiana e riceve un disco d'oro per aver venduto 35 mila copie nel suddetto mercato. Ben accolto dalla critica, l'album ha vinto il premio di miglior album dance agli ARIA Music Awards. Il secondo singolo estratto dall'album Just the Thing raggiunge la posizione 17 nella classifica australiana e viene certificato oro. Il terzo singolo The Sound of Breaking Up raggiunge la posizione 25 e ottiene un APRA Music Award come "most performance dance work".
Nel 2002 l'artista si esibisce durante il festival Splendour in the Grass, a cui farà ritorno nel 2006 e nel 2015. Nel 2004 viene nominato come "produttore dell'anno" agli ARIA Music Awards. Nel 2005 pubblica il suo secondo album da solista Panic Room, che raggiunge la posizione 39 nella classifica australiana. Nel 2008 interpreta il tema principale del film Hey, Hey, It's Esther Blueburger. Nel 2011 produce il brano di George Michael Every Other Lover in the World. Nel 2012 co-scrive il brano di Anthony Callea I Don't Care What You Say, oltre a produrre la colonna sonora del film Kath & Kimderella.
Nel 2015 pubblica il suo terzo album in studio Holiday From Me, che include collaborazioni con artisti come Megan Washington, Brendan Maclean, Dave Mason e Nathan Hudson. Nel 2019 ha pubblicato il suo quarto album in studio Mesmering.

## Discografia parziale

### Album
- 2001 – 3000 Feet High
- 2005 – Panic Room
- 2015 – Holiday From Me
- 2019 – Mesmerism

### EP
- 1998 – Paul Mac Presents Snapshots

### Singoli
- 2001 – Heatseeking Pleasure Machine (feat. Tex Perkins)
- 2001 – Just the Thing (feat. Peta Morris)
- 2001 – The Sound of Breaking Up (feat. Peta Morris)
- 2002 – Gonna Miss You (feat. Abby Dobson)
- 2002 – Stay (feat. Jacqui Hunt)
- 2005 – Sunshine Eyes (feat. Peta Morris)
- 2006 – Love Declaration (feat. Aaradhna)
- 2006 – It's Not Me, It's You (feat. Ngaiire)
- 2008 – The Only One (feat. Bertie Blackman)
- 2015 – State of War
- 2016 – The Currawong Shall Return (con Andy Rantzen)
- 2019 – Cataplexy
- 2019 – Flamenco